# سبع أصير (المفرق)
سبع أصير أو سبع صيّر منطقة سكنية تقع في لواء البادية الشمالية، محافظة المفرق في الأردن. تتبع المنطقة لقضاء صبحا الذي يضم 7 مناطق. يقدر عدد سكانها بـ 1921 نسمة حسب إحصاء 2015.

## الوصلات الخارجية
- دائرة الاحصاءات العامة